# Portulan médicéen

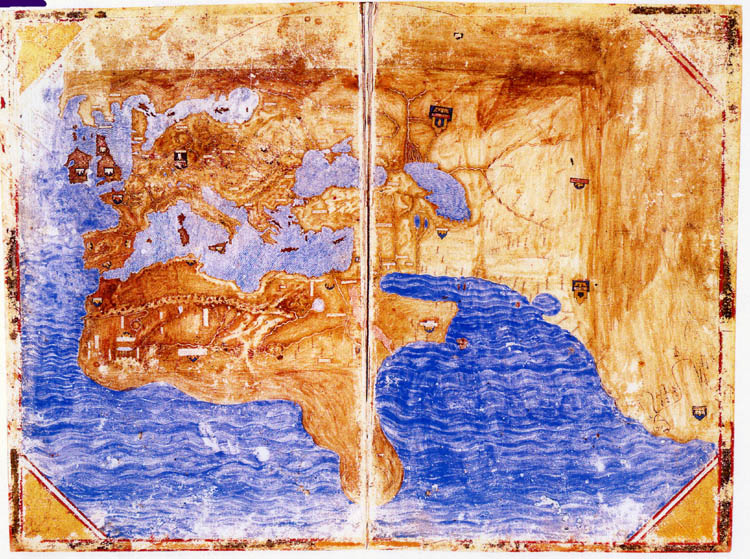
Le portulan médicéen.

Le portulan médicéen de 1351 ou carte laurentienne, est une ancienne carte conservée à la bibliothèque Laurentienne. Elle est probablement issue, entre autres, du voyage du marchand génois Manuel Pessagno, ou Manuel Pessanha (1280c-1350c).
La date n'est pas assurée.
La connaissance des côtes africaines est surprenante.
On y voit notamment l'Île de Porto Santo, l`Insula de lo Legname, (Ilha da Madeira), et les Îles Desertas.